# Aurélie Kaci
Aurélie Kaci (Lione, 19 dicembre 1989) è una calciatrice francese, centrocampista dello Juárez.

## Carriera

### Club
Aurélie Kaci si appassiona al calcio fin da giovanissima, decidendo di tesserarsi con l'Amicale SC Électro Mécanic Villeurbanne dall'età di 7 anni, società con la quale rimane fino alla stagione 2001-2002 prima di trasferirsi al FC Lione, con il quale gioca fino al termine del campionato 2003-2004.
Nell'estate 2004 la dirigenza dell'Olympique Lione decise di rilevare la squadra facendola diventare la sua sezione femminile confermando Kaci per la stagione entrante. Inizialmente inserita nelle formazioni giovanili e nella squadra B iscritta al campionato di Division 3 Féminine, grazie alle sue prestazioni viene promossa, pure come riserva, alla prima squadra che gioca in Division 1 Féminine, massimo livello del campionato francese di categoria. Con la maglia della squadra titolare fa il suo debutto assoluto il 12 febbraio 2006 in Challenge de France, l'allora denominazione della Coppa di Francia, nella stagione 2005-2006, nella partita dove l'OL si impone per 6-1 sulle avversarie del Racing Besançon, e dove sigla la sua prima rete all'85'.. Dopo aver alternato le sue presenze con la formazione che partecipa al Challenge National Féminin U19, superati i limiti d'età entra stabilmente in rosa con la squadra titolare dalla stagione 2009-2010.
Nell'estate 2017 ha lasciato l'Olympique Lione per trasferirsi in Spagna tra le file dell'Atlético Madrid, diventando la prima calciatrice francese a farne parte.

### Nazionale
Kaci inizia ad essere convocata dalla federazione calcistica della Francia (Fédération Française de Football - FFF) dal 2007, inserita dal selezionatore Stéphane Pilard nella formazione Under-19 impegnata nella doppia amichevole del 30 ottobre e 2 novembre di Harrogate con le pari età d'Inghilterra e dove va a segno per la prima volta con la maglia delle Bleus nel primo incontro, siglando al 69' la rete che porta il risultato sul 2-1 per le francesi, partita poi conclusa 3-1 per la Francia.
Per il debutto con la nazionale maggiore deve attendere il 2013, quando l'allora responsabile tecnico Philippe Bergerôo decide di impiegarla nell'amichevole del 25 ottobre 2013 dove la Francia si impone 6-0 sulle avversarie della Polonia. In seguito verrà impiegata sporadicamente, affiancando alcune amichevoli alle presenze in Algarve Cup 2015, solo 3 minuti nell'incontro vinto 4-1 sulla Danimarca, e più stabilmente durante le qualificazioni al campionato europeo del Paesi Bassi 2017.

## Palmarès

### Club

#### Competizioni nazionali
- Campionato francese: 8

Olympique Lione: 2006-2007, 2007-2008, 2008-2009, 2009-2010, 2010-2011, 2011-2012, 2015-2016, 2016-2017
- Coppa di Francia: 3

Olympique Lione: 2011-2012, 2015-2016, 2016-2017

#### Competizioni internazionali
- UEFA Women's Champions League: 4

Olympique Lione: 2010-2011, 2011-2012, 2015-2016, 2016-2017